# 연방의회 (멕시코)
연방의회(스페인어: Congreso de la Unión), 공식 명칭 멕시코 합중국 전체의회(스페인어: Congreso General de los Estados Unidos Mexicanos)는 멕시코의 연방 입법부로, 상원인 공화국 상원과 하원인 대의원으로 이루어진 양원제 의회이다. 128명의 상원의원과 500명의 하원의원이 이루며 양 의회 건물은 모두 멕시코시티에 위치해 있다.

## 의회
- 상원: 공화국 상원 (Senado de la República)
- 하원: 대의원 (Cámara de Diputados)

## 같이 보기
- 대의원 (멕시코)